# Verschwinden der Douglas DC-3 NC16002
Am 28. Dezember 1948 verschwand die Douglas DC-3 NC16002 der US-amerikanischen Charterfluggesellschaft Airborne Transport auf einem Flug von San Juan nach Miami.
Da sich der Unfall im Bereich des so genannten Bermudadreiecks ereignete, wird er von Verfechtern einer diesbezüglichen Mysteriums-Hypothese als diesem zugehöriges Rätsel bezeichnet.

## Flugverlauf
Die Douglas DC-3 mit dem Luftfahrzeugkennzeichen NC16002 landete um 19:40 Uhr Ortszeit aus Miami kommend in San Juan, um nach einem kurzen Aufenthalt zurück nach Miami zu fliegen. Vor dem Abflug wurde festgestellt, dass die Batterien des Flugzeugs komplett entladen waren, so dass die Funkgeräte nicht funktionierten. Der genehmigte Instrumentenflugplan nach Miami wurde daraufhin entzogen. Die Flugsicherung erteilte der Besatzung eine Starterlaubnis nach Sichtflugregeln unter der Vorgabe, dass die Piloten zum Abflughafen zurückkehren müssten, wenn eine Aufladung der Batterien nach kurzer Flugdauer nicht erfolgt sein sollte und kein Kontakt mit dem Kontrollturm möglich wäre. Bis dahin sollte die Maschine in Sichtweite des Flughafens verbleiben. Die Piloten setzten um 22:14 Uhr Central Standard Time, 11 Minuten nach dem Start, eine Funkmeldung ab, die zwar von einer anderen Einrichtung in San Juan, aber nicht vom Kontrollturm empfangen wurde. Obwohl eine Kommunikation zwischen dem Tower und dem Flugzeug nicht gelang, setzten die Piloten den Flug nach Miami fort.
Eine Flugsicherungsstelle in Miami empfing um 23:23 Uhr eine Mitteilung der Piloten. Zu diesem Zeitpunkt befand sich die Maschine in einer Reiseflughöhe von knapp 2.600 Meter (8.500 Fuß). Die Besatzung gab an, dass sie South Caicos um 00:33 Uhr erreichen würden und die Landung in Miami um 04:05 Uhr zu erwarten sei. Um 04:13 Uhr wurde eine weitere Meldung von der Flugsicherung in New Orleans aufgefangen, wobei die Piloten angaben, dass sie sich etwa 80 Kilometer (50 Meilen) südlich von Miami befänden. Es war der letzte Funkkontakt mit dem Flugzeug. Die Positionsmeldung erfolgte sechs Stunden und zehn Minuten nach dem Start, zu diesem Zeitpunkt reichten die Treibstoffreserven noch für eine Flugdauer von 80 Minuten.

## Untersuchung
Trotz einer sechstägigen Suche im Seegebiet vor Kuba, vor den Bahamas und im Golf von Mexiko sowie innerhalb Floridas wurden weder Spuren des Flugzeugs noch seiner Insassen gefunden.
Im Abschlussbericht der Untersuchung wird vermutet, dass das Flugzeug vom Kurs abwich, Florida westlich der Florida Keys passierte und dann auf falschem Kurs in den Golf von Mexiko weiterflog, bis der Treibstoff ausging. Laut Wetterbericht, den die Piloten vor Abflug aus San Juan erhielten, wären auf der gesamten Flugstrecke Winde aus nordwestlicher Richtung zu erwarten gewesen. Tatsächlich drehte der Wind aber im Bereich der südlichen Bahamas, so dass er aus nordöstlicher Richtung mit knapp 20 km/h (10 Knoten) wehte. Dies führte wahrscheinlich dazu, dass die Maschine um etwa 65 bis 80 Kilometer (40 bis 50 Meilen) nach Süden versetzt wurde. Die Flugsicherung in Miami teilte die Änderung der Windrichtung um 00:15 Uhr mit. Es blieb unklar, ob die Piloten diese Meldung empfangen hatten. Die Ermittler hielten es für möglich, dass auch der Funkkompass (ADF) durch die vermuteten Probleme mit der Bordelektrik ausgefallen war, was die Navigation erschwert hätte.
Am 4. Januar 1949 wurden zwei Leichen etwa 80 Kilometer südlich von Guantánamo (Kuba) gefunden. Es konnte nicht bestätigt werden, ob es sich bei den Opfern tatsächlich um Insassen des verschwundenen Flugzeugs handelte.